# 瓦斯泰納
瓦斯泰納（Vadstena）是瑞典的一座城市。2010年，有人口5,613人。